# گروه کازرون
گروه کازرون مجموعه‌ای از سازندهای زمین‌شناسی زاگرس شامل سازندهای دشتک و نیریز است. سازند نیریز عمدتاً از دولومیت و آهک تشکیل شده ولی سازند دشتک شامل انیدریت، دولومیت و مقادیری شیل آهکی است. سازند دشتک مهم‌ترین پوش‌سنگ مخازن عظیم گاز طبیعی خاورمیانه به شمار می‌رود. نام این گروه از شهر کازرون در ۸۰ کیلومتری غرب شیراز گرفته شده است.